# Гурин, Анатолий Григорьевич
Анатолий Григорьевич Гурин (укр. Анатолій Григорович Гурін; 22 июня 1939, Харьков — 16 марта 2021) — советский и украинский ученый, специалист в области техники сильных электрических и магнитных полей. Доктор технических наук (1999), профессор (2002). Лауреат Государственной премии Украины в области науки и техники за работу «Электротехнологический комплекс производства кабельных систем сверхвысокого напряжения» (2018, в составе коллектива). Автор более 100 научных работ, обладатель 35 авторских свидетельств и патентов.

## Биография
Родился 22 июня 1939 года в Харькове.
Учёбу в Харьковском политехническом институте по специальности «Электрические машины и аппараты» совмещал с работой слесаря-сборщика на инструментальном заводе. В 1962 году окончил институт и был направлен на работу в научно-исследовательскую лабораторию техники высоких напряжений и преобразователей тока Харьковского политехнического института, где работал с 1962 по 1976 годы, пройдя путь от младшего научного сотрудника до руководителя группы высоковольтных испытаний. В 1976—1987 и 1992—2020 годах — заведующий кафедрой электроизоляционной и кабельной техники Харьковского политехнического института, с 2003 года — профессор кафедры.
Занимался исследованиями в области высоковольтной импульсной техники, электроэнергетического оборудования электростанций и подстанций, сейсмостойкости инженерных сооружений. Основал научную школу по созданию мощных электродинамических излучателей сейсмических и гидроакустических волн с емкостными накопителями энергии для разведки полезных ископаемых и мониторинга окружающей среды.
Был ответственным редактором журнала «Вестник НТУ «ХПИ» (серия «Энергетика: надежность и энергоэффективность»), членом редколлегии журнала «Электротехника и электромеханика».
Умер 16 марта 2021 года.